# 三生三世枕上书
《三生三世枕上書》2020年中国大陆古装玄幻剧，根据唐七公子同名小说改编，2018年6月11日在橫店影視城开拍，11月19日殺青。由楊玄执导，迪麗熱巴、高偉光主演，刘芮麟、王驍、李東恆、袁雨萱、黃俊捷聯合主演，陈楚河、郭品超特別出演。台灣由WeTV獨家播出，並於2020年1月22號起，在MOD上架播出。香港由Viu播出。

## 播放平台

### 首播
| 频道     | 所在地            | 播映日期      | 播出时间                                                     | 备注                         |
| 騰訊視頻 | 中国大陆          | 2020年1月22日 | 首週三、四、六 20：00更新2集 次週起每週四、五、六 20：00更新 | VIP會員搶先看6集             |
| WeTV     | 臺灣 · 印度尼西亞 | 2020年1月22日 | 首週三、四、六 20：00更新2集 次週起每周四、五、六 20：00更新 | VIP會員搶先看6集             |
| WeTV     | 印度尼西亞        | 2020年1月29日 | 每週四、五、六 20：00更新                                    | VIP會員搶先看6集，印尼语配音 |
| Viu      | 香港 · 新加坡     | 2020年1月22日 | 首週三、四、六 20:00更新2集 次週起每週四、五、六 20：00更新  | VIP會員搶先看6集             |
| 八度空间 | 马来西亚          | 2020年7月3日  | 每週一至五 19：00－19：58                                    | 7点巨献                      |

## 劇情介紹
白鳳九（迪麗熱巴 飾）是青丘之國東荒的女君，她誤闖魔族時被一頭妖獸攻擊，危急時刻被路過的天族尊神東華帝君（高偉光 飾）所救，之後白鳳九便將這份恩情放在心裡。鳳九為報答這份恩情便進入太晨宮當婢女、變成小靈狐救了帝君且甘願為寵物，又下凡助帝君歷劫，白鳳九發現自己喜歡上東華帝君，但東華帝君千百年一直和魔族(魔尊原身鳳凰的少琯)渺落邪惡力量作鬥爭，早已忘記情愛。東華帝君與魔族燕池悟（劉芮麟飾）戰後，白鳳九同燕池悟誤掉入梵音谷，後又同帝君在阿蘭若之夢經歷阿蘭若（迪麗熱巴飾）與沉曄（高偉光飾）的一生。東華帝君經過千辛萬苦救出白鳳九，也知道自己愛上了她。後因誤會而令鳳九離開帝君，最後為救帝君便決定和邪惡勢力魔尊渺落戰鬥到底，誤會也解開，最終戰勝了強敵，幫助東華維護了世間的和平。東華帝君和白鳳九在經歷過風風雨雨之後，終於有情人終成眷屬。

## 登場人物

### 主要演員
| 演員     | 角色       | 介紹 |
| 迪麗熱巴 | 白鳳九     | 青丘狐帝白止唯一的內孫女，狐帝之二子白奕之女，為四海八荒唯一的九尾紅狐，額間有一枚鳳尾花胎記，又因出生在九月，故取名鳳九。承襲了姑姑白淺的青丘東荒女君之位，法器是白淺所贈的陶鑄劍。 性格活潑靈動、執著勇敢且重情義，擅長料理下廚。崇拜遠古洪荒的共主東華帝君，一次遇險碰巧被東華帝君所救，為報恩而開啟了與東華帝君的交集與緣分，與東華帝君共歷三生三世愛情糾葛。額間的鳳尾花胎記與魔尊渺落有著不為人知的關聯。 |
| 迪麗熱巴 | 白小九     | 白鳳九為助下凡歷劫的東華帝君，下凡之後化名為白小九，後來陰錯陽差而改變了東華帝君下凡歷劫的原定命數，為挽回東華帝君下凡身分宋玄仁所需歷經的情劫，親身於宋玄仁身邊協助其應歷之命数回到正轨，為此與宋玄仁共歷一世情劫之苦，最後為完成宋玄仁應歷之情劫縱身跳崖。 |
| 迪麗熱巴 | 相里阿蘭若 | 比翼鳥族二公主，傾畫夫人與相里闋所生，從小受冷落與不公平的對待。沈曄的表妹，喜歡沈曄。實為白鳳九在下凡前分出去一半影子的化身。白鳳九掉入阿蘭若之夢幻境後，便成為了阿蘭若，在循著阿蘭若的人生尋找離開阿蘭若之夢幻境的過程中，解開了阿蘭若的身世之謎，最終阿蘭若一世的記憶也盡數歸入白鳳九之身。 |
| 高偉光   | 東華帝君   | 無父無母，生於東荒華澤之碧海蒼靈，取其中二字為名，號為「東華紫府少陽君」，人稱石頭裡迸出來的神仙。遠古洪荒時代領神族戰魔族安天下的天地共主，掌六界生死。法器為蒼何劍，後禪位給天君便不理凡塵俗事，但身為神族輩份最高的神仙，連天君都須禮讓。看似清冷寡淡且對傾心於他的群芳都沒有興趣，但在一次機緣救了白鳳九之後，逐漸展開兩人的情緣。下凡歷劫歸來後開始對白鳳九產生莫名情愫，與白鳳九共歷三生三世愛情糾葛。    |
| 高偉光   | 宋玄仁     | 承虞國太子，東華帝君下凡歷劫的身分。在戰場上被下凡假扮為士兵白小九的鳳九所救，得知其為女兒身後對其一見倾心，不顧眾人反對封其為王后，卻因此世為東華帝君下凡歷劫命定之情劫，注定愛而不得，在白小九跳崖後，因過於思念小九而亡。 |
| 高偉光   | 沈曄       | 比翼鳥族繼任的神官長、息澤的徒弟、阿蘭若的表哥，喜歡阿蘭若。為東華下凡歷劫前分出去一半的影子，擁有其部分的資質修為。為復生阿蘭若以畢生修為創造阿蘭若之夢，斬斷梵音谷三季，令其只剩下寒冷的冬天，最終得知自己與阿蘭若都只是一世影子化生，無法復活，走入水中而逝。 |
| 高偉光   | 息澤       | 比翼鳥族的神官長，沈曄的師父，阿蘭若有名無實的夫君。 東華進入阿蘭若之夢後以修正術借用了息澤的身分，真正的息澤實為另有其人。 |
| 刘玥霏   | 姬蘅       | 魔族的長公主，洪荒時代東華帝君座下猛將孟昊之女。孟昊臨死前將她託付給東華帝君。原不知闵酥為女兒身時曾喜欢闵酥。為抵抗哥哥安排與東華帝君的聯姻，抱著闵酥的尸身跳崖，被聶初寅所救，因失忆而被聶初寅利用。而後經東華帝君指點進入梵音谷養病，東華帝君每次入梵音谷授茶席课时在一旁服侍而漸漸喜歡上東華帝君。後因煦暘的託付，受燕池悟照顧，最終發現自己嚮往的愛情一直都在近在眼前。                                    |
| 刘玥霏   | 楚宛       | 姬蘅於凡間時的化名，因失憶而遭聶初寅利用，以崇安國王義女身分嫁與宋玄仁，帮助聶初寅偷取灵璧石。东窗事发后被关进大牢，在遭應王派人暗杀之際被燕池悟救回魔族。 |
| 劉芮麟   | 燕池悟     | 魔族青之魔君，深愛姬蘅。在一次与帝君打斗时，与白鳳九一同误入梵音谷後,二人成為好友，被白鳳九稱為小燕、小燕壯士。個性直率豪爽，重情重義。為崑崙墟座下十六弟子-子闌(參見三生三世十里桃花)的雙胞胎弟弟。 |
| 王驍     | 司命星君   | 南極長生大帝座下，掌管凡人運簿的仙官，眾稱九重天上行走的八卦全書。幫助白鳳九以仙娥身分秘密進入太晨宫報恩，自此與鳳九成為要好的知己好友。 可參見三生三世十里桃花 |
| 李東恒   | 連宋       | 天君的三皇子、四海水君，與東華帝君交好，性格瀟灑不羈，看上去風流，雖是遠古神族中排得上號的花花公子，卻喜歡著成玉元君。是天君三位兒子中最有實力成為天君之候選人，但性喜清閑而未考慮。喜歡成玉，法器是一把能變得巨大的摺扇。 可參見三生三世十里桃花 |
| 袁雨萱   | 成玉       | 從凡界修行有成飛升上天的女仙，被天君封為元君，實則是看守瑤池的閒職。為人豪爽灑脫，喜歡舞刀弄槍，時常幫助鳳九，與白鳳九關係甚好，喜歡連宋，時常與其鬥嘴。 角色可參見三生三世十里桃花 |
| 黃俊捷   | 白真       | 青丘白止帝君第四子，白淺的四哥。 鬥雞走狗，把酒喚友，灑脫不羈踏遍八荒六合，是四海八荒第一美男子，有一好友折顏，人生目標僅與折顏廝混，護小五（白淺）周全。是鳳九四叔，小精衛的主人。 角色可參見三生三世十里桃花 |
| 陳楚河   | 折顏       | 鳳族上神，開天闢地的第一隻鳳凰，由父神親自撫養長大，與墨淵自幼相識，地位比現今天君高上許多，約與東華帝君相等。自命退隱三界、不問紅塵，彬彬有禮、氣宇非凡、情趣優雅，品味比情趣更優雅，法器是伏羲琴，但折顏退隱前已親手將其封印在崑崙墟。種了一片十里桃林，掌管著青丘大大小小的所有事。擅長釀酒和忘情水，釀酒技術高超並將其取名為「桃花釀」，亦精通醫術。 十里桃林的主人。 角色可參見三生三世十里桃花            |
| 郭品超   | 蘇陌葉     | 西海二皇子，白淺(司音)的大師兄，阿蘭若的師父，單戀阿蘭若。受連宋所託入阿蘭若之夢幫助東華帝君與白鳳九，後與白鳳九成為好友。 |

### 青丘
| 演員   | 角色   | 介紹 |
| 楊冪   | 白淺   | 青丘白止帝君的幺女，鳳九的姑姑，阿離的娘親。崑崙墟墨淵上神唯一的女弟子，前青丘東荒女君，為嫁九重天太子夜華而將君位傳予白鳳九，後為太子正妃。 詳細參見三生三世十里桃花 |
| 张茗灿 | 阿離   | 小天孫，白淺與夜華的兒子。小名「糯米糰子」，大名「白辰」，愛吃枇杷。 角色詳細可參見三生三世十里桃花                                                                   |
| 寇耕豪 | 白滾滾 | 白鳳九與東華的兒子，與東華一樣有著一頭皓皓銀髮，真身是頭九尾銀狐。 |
| 趙子麒 | 迷谷   | 樹精，青丘事務管家。說白淺是敗家姑姑，因為一頓飯，差點火化成灰。怕火卻善於下廚。 角色詳細可參見三生三世十里桃花                                                       |
| 冷海銘 | 白奕   | 青丘北荒帝君、狐帝白止二兒子，白鳳九父親，白淺二哥。 可參見三生三世十里桃花                                                                                           |
| 張弓   | 白止   | 青丘狐帝，白奕、白真、白淺的父親，白鳳九的爺爺，阿離的外公。 可參見三生三世十里桃花                                                                                   |
| 張雨霏 | 鳳九娘 | 青丘北荒帝君白奕的妻子，白鳳九母親，赤狐族伏覓仙母的長女。 可參見三生三世十里桃花                                                                                     |
| 馬睿   | 凝裳   | 青丘狐帝白止的妻子(狐后)，靈狐族公主，白奕、白真、白淺的母親，白鳳九的奶奶，阿離的外婆。 可參見三生三世十里桃花                                                       |
| 王一鳴 | 精衛鳥 | 鳳九四叔白真的坐騎，與鳳九一同上學。 |

### 九重天
| 演員   | 角色         | 介紹 |
| 蔣愷   | 天君（慈正） | 東華帝君禪位後繼任天族之主，連宋父親。 角色參見三生三世十里桃花                                              |
| 李東恆 | 連宋         | 三皇子、四海水君，九重天出名的花花公子。與東華帝君交好；喜歡成玉。法器是一把能變得巨大的摺扇。               |
| 袁雨萱 | 成玉         | 於凡界修行有成飛升上天的女仙，受天君封為元君，看守瑤池。為人豪爽灑脫，喜歡舞刀弄槍，為白鳳九好友，喜歡連宋。 |
| 王驍   | 司命星君     | 南極長生大帝座下，掌管凡人運簿的仙官，眾稱九重天上行走的八卦全書。與白鳳九交好。                             |
| 樊治欣 | 重霖         | 太晨宮的掌案仙使，負責張羅太晨宮的大小事。                                                                   |
| 王一菲 | 知鶴         | 東華帝君義妹，水神，九重天公主。愛慕東華。                                                                   |
| 陳思澈 | 玉如         | 知鶴侍女。                                                                                                   |
| 鐘鳴   | 孟昊         | 本體為蛟龍，姬蘅父親，曾是東華座下七十二猛將之一，被前代赤之魔君困於白水山。因救自家女儿而身亡。             |
| 胡耘豪 | 謝孤栦       | 幽冥司冥主，掌管人死後的刑獄訟斷及輪迴台。為白鳳九的好友。                                                   |
| 張雲龍 | 滄夷神君     | 山神之主，常居於織越仙山。對白鳳九一見鍾情，後託好友央折顏去青丘白家提親。                                   |
| 王鳴慧 | 耘莊仙翁     | 協助將帝君半個影子投入梵音谷中，造一個魂魄托生為沉曄。                                                       |

### 承虞國
| 演員   | 角色   | 介紹 |
| 高曙光 | 王君   | 承虞國王君，宋玄應、宋玄仁之父。                                                                                           |
| 胡琨   | 宋玄應 | 承虞國大王子，後受封應王，宋玄仁長兄。                                                                                     |
| 徐紹瑛 | 葉青緹 | 將軍，永寧侯葉振關之子，喜歡白小九。在凡間為了救白小九而擋了一刀。鳳九為救其復活曾冒險取頻婆果，成仙後失去凡人時的記憶。   |
| 杨明娜 | 賢妃   | 宋玄仁養母，在宋玄仁生母仙逝後養育宋玄仁，承虞國王君逝後由宋玄仁尊為太后，居住賢雅宫。因白小九身分來歷不明，一直不喜歡她。 |
| 任學海 | 大內官 | 宋玄仁的總管內官。 |
| 李佳勛 | 沐芸   | 小九的侍女。 |

### 梵音谷/阿蘭若之夢
| 演員                | 角色       | 介紹 |
| 李進榮              | 相里闋     | 比翼鳥族上君 阿蘭若、嫦棣的父親，相里殷的弟弟。 最后被傾畫夫人设计而亡 |
| 車永莉              | 傾畫夫人   | 比翼鳥族的君后 橘諾、阿蘭若、嫦棣的母親，原為相里殷的妻子。 為讓橘諾成為女君而不擇手段算計相里闋、相里賀、阿蘭若及嫦棣。 最後因謀反而被愛女橘諾囚禁至死。 |
| 孫雪寧              | 相里橘諾   | 比翼鳥族大公主，後繼位為比翼鳥族女君。 相里殷與傾畫夫人之女，一度因懷上私生子(後來的大皇子，出生後即被送走)而被逐出比翼鳥族，後因王族的子女皆亡而重獲身份。 喜歡沈曄，羨慕阿蘭若無拘無束的生活。 最終醒悟後，把謀反的母親囚禁，並與後來的王夫安份生活，擔起女君的責任。 |
| 中年：傅淼          | 相里橘諾   | 比翼鳥族大公主，後繼位為比翼鳥族女君。 相里殷與傾畫夫人之女，一度因懷上私生子(後來的大皇子，出生後即被送走)而被逐出比翼鳥族，後因王族的子女皆亡而重獲身份。 喜歡沈曄，羨慕阿蘭若無拘無束的生活。 最終醒悟後，把謀反的母親囚禁，並與後來的王夫安份生活，擔起女君的責任。 |
| 迪麗熱巴 童年：恩嘉 | 相里阿蘭若 | 比翼鳥族二公主，相里闋與傾畫夫人之女。 童年時由表哥沉曄照顧。 被傾畫夫人設計陷害其殺父，後得沉曄相助由息澤救出，但為拯救相里賀，故代其上戰場最後因耗盡法力而身亡 是白鳳九在下凡之前分出去一半影子的化身。                                                               |
| 馬澤涵              | 相里嫦棣   | 比翼鳥族三公主，相里闋與傾畫夫人之女。 喜歡息澤。 在阿蘭若死後，也被傾畫夫人謀殺。 |
| 李泊文              | 相里賀     | 比翼鳥族大皇子，相里闋與其他夫人所生的長子。被阿蘭若所救，以假死躲過傾畫夫人的謀害，並放棄繼承權。後與妻子生下一女潔綠。 |
| 易大千              | 相里萌     | 比翼鳥族二皇子，相里橘諾與王夫之子。 傾慕白鳳九，兩人初遇於青丘。欲偷偷出梵音谷時正好被跌落谷中的燕池悟與白鳳九砸到，後成為好友。 |
| 莊達菲              | 相里潔綠   | 比翼鳥族郡主，相里萌的表妹，相里賀的女兒。 曾仰慕東華帝君。 比翼鳥王族皆陣亡於梵音谷後，繼位為比翼鳥族女君，並帶族人定居青丘。 |
| 葉芸菲              | 茶茶       | 阿蘭若侍女。 |
| 高偉光 童年：榮梓杉 | 沈曄       | 比翼鳥族繼任的神官長，阿蘭若的表哥，息澤的徒弟。 喜歡阿蘭若。為復生阿蘭若以畢生的修為創造了阿蘭若之夢結界。 是東華帝君在下凡歷劫之前分出去一半影子的化身。 |
| 朱泳騰              | 息澤       | 上神官，沉曄的師父，阿蘭若有名無實的夫君。 為東華於阿蘭若之夢中以修正術借用之身分。 |
| 田軒寧              | 文恬       | 比翼鳥族宗學女先生，曾居於孟春院。 阿蘭若借用其名寫信給沉曄，後喜歡沉曄。 |

### 魔族
| 演員   | 角色   | 介紹 |
| 張雯   | 緲落   | 魔尊 被東華帝君困於妙義淵明境中，數萬年後藉聶初寅的幫助破除封印。 |
| 金澤灝 | 煦暘   | 赤之魔君，魔族之首。 姬蘅同母異父的哥哥。喜歡閩酥。 |
| 戴向宇 | 聶初寅 | 玄之魔君 喜好皮毛。誆騙為進十惡蓮花境救東華帝君的白鳳九，收去她的皮毛令其化為普通紅色靈狐。 在凡間遇到跌落懸崖的姬蘅，後發現姬蘅失憶從而利用她。                             |
| 劉芮麟 | 燕池悟 | 青之魔君 深愛姬蘅。在一次與東華帝君的打鬥中，與白鳳九一同誤入梵音谷，後成為好友。 被白鳳九稱為小燕、小燕壯士。 為崑崙墟座下十六弟子-子闌(參見三生三世十里桃花)的雙胞胎弟弟。 |
| 王若珊 | 閔酥   | 姬蘅侍衛，喜歡煦暘。因不願見姬蘅和煦暘兄妹反目選擇自盡。 |
| 王若珊 | 凌香   | 聶初寅安排給楚宛的侍女，容貌被聶初寅幻化為閔酥的長相。偷靈璧石被捕，為了不連累楚宛而自盡。                                                                                   |

## 电视原声带

### 中国大陆
| 《三生三世枕上書》電視劇原聲帶 | 《三生三世枕上書》電視劇原聲帶 | 《三生三世枕上書》電視劇原聲帶 | 《三生三世枕上書》電視劇原聲帶 | 《三生三世枕上書》電視劇原聲帶 | 《三生三世枕上書》電視劇原聲帶 |
| 曲序                           | 曲目                           |                                | 作曲                           | 编曲                           | 演唱                           |
| ------------------------------ | ------------------------------ | ------------------------------ | ------------------------------ | ------------------------------ | ------------------------------ |
| 1.                             | 枕邊人（主題曲）               | 劉暢                           | 譚旋                           | 譚旋                           | 胡彥斌                         |
| 2.                             | 偏偏（片尾曲）                 | 栾杰                           | 譚璇                           | 雷立                           | 迪麗熱巴、汪蘇瀧               |
| 3.                             | 心欲止水（插曲）               | 劉暢                           | 單喻龍                         | 單喻龍                         | 張碧晨                         |
| 4.                             | 緣字書（插曲）                 | 段思思                         | 譚旋                           | 譚旋                           | 蘇詩丁                         |

## 原著
| 出版时间     | 书籍名称            | 类型 | 作者     | 出版社         | 国际标准书号       |
| ------------ | ------------------- | ---- | -------- | -------------- | ------------------ |
| 2012年6月1日 | 《三生三世 枕上书》 | 小說 | 唐七公子 | 湖南文艺出版社 | ISBN 9787540455590 |

## 外部連結
- 《电视剧三生三世枕上书》的新浪微博
- 豆瓣电影上《三生三世枕上书》的資料 （简体中文）

| 马来西亚 八度空间 7点巨献 星期一至五 19:00－19:58 | 马来西亚 八度空间 7点巨献 星期一至五 19:00－19:58 | 马来西亚 八度空间 7点巨献 星期一至五 19:00－19:58 |
| ------------------------------------------------- | ------------------------------------------------- | ------------------------------------------------- |
|                                                   | 三生三世枕上书 （2020年7月3日 - 2020年9月18日）   |                                                   |
| 金宵大厦 （2020年6月5日 - 2020年7月2日）          | 多功能老婆 （2020年9月21日 - 2020年10月23日）     |                                                   |